# 密蘇里號戰艦 (BB-11)
密蘇里號戰艦（舷號BB-11）是一艘隸屬於美國海軍的戰艦，為緬因級戰艦的二號艦。她是美軍第二艘以密蘇里州為名的軍艦。
密蘇里號在1900年於紐波特紐斯造船廠開始建造，並在1901年下水，最終在1903年服役。稍後密蘇里號參與美國大白艦隊的環球航行。美國參與第一次世界大戰後，密蘇里號主要在外海訓練，並在停戰後接載美軍返國。1920年密蘇里號退役，並在1922年出售拆解。